# Pungitius pungitius
Pungitius pungitius és un peix de la família dels gasterosteids i de l'ordre dels gasterosteïformes.